# Ludwig Barth zu Barthenau

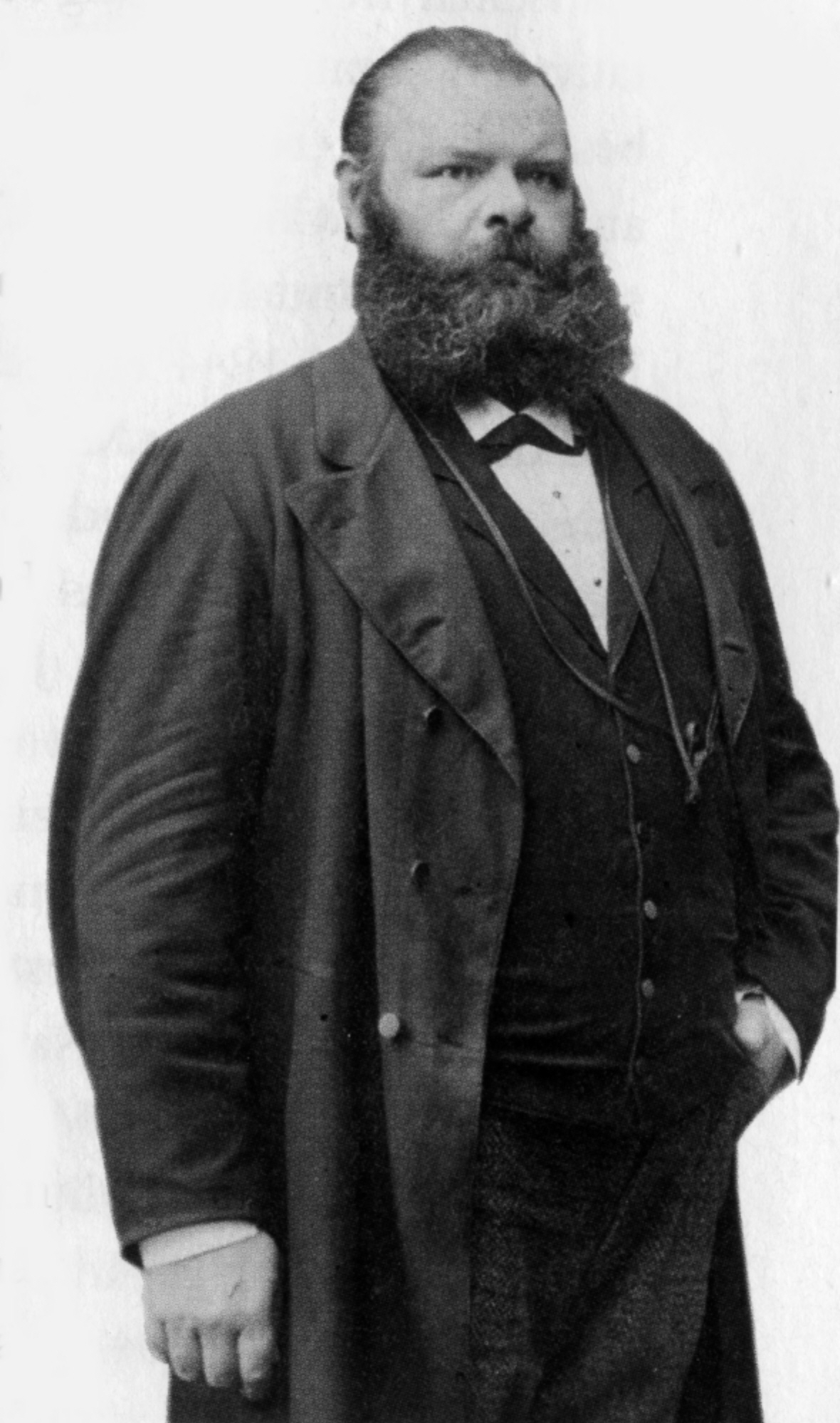
Ludwig Barth

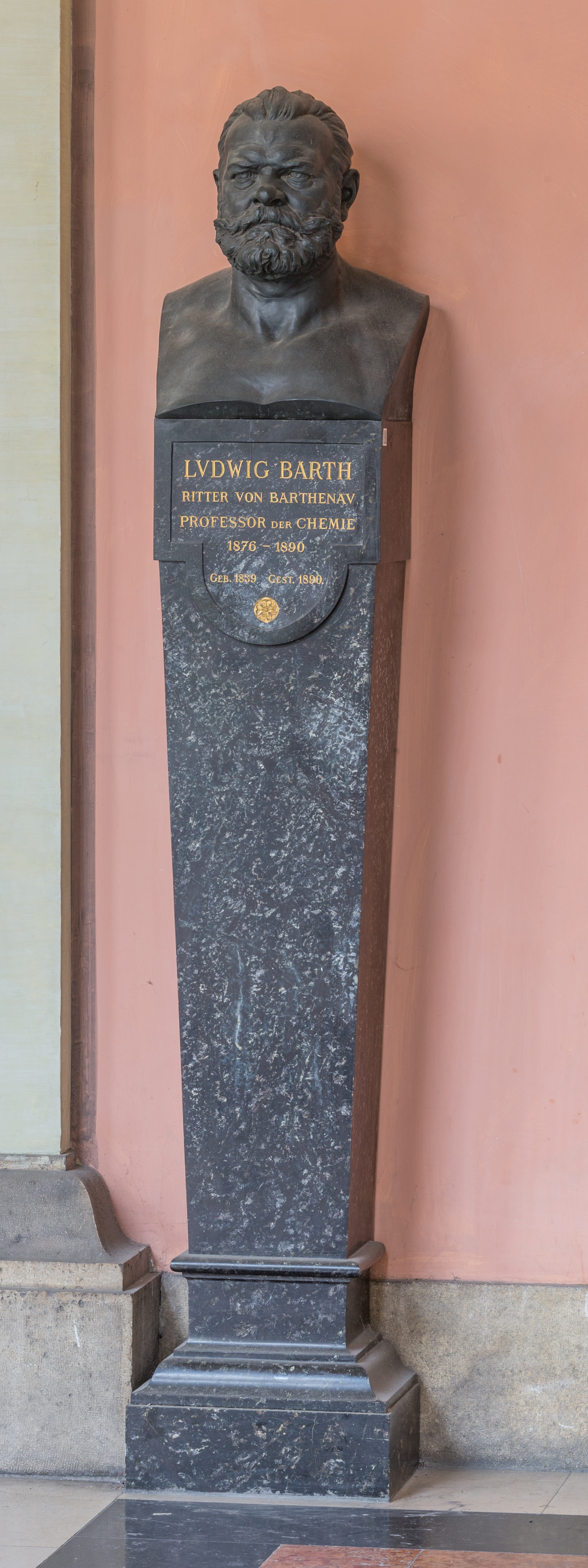
Büste von Ludwig Barth zu Barthenau im Arkadenhof der Universität Wien

Ludwig Barth zu Barthenau (* 17. Januar 1839 in Rovereto; † 3. August 1890 in Wien) war ein österreichischer Chemiker.

## Leben
Seine Kindheit verbrachte er als Sohn eines Kreisamtssekretärs in Rovereto, Schwaz, Imst und in Bregenz. Nach einer Versetzung seines Vaters nach Innsbruck besuchte er dort ab 1850 das Gymnasium, wo er auch 1856 seine Matura ablegte.
Ludwig Barth studierte zuerst unter Heinrich Hlasiwetz Chemie an der Universität Innsbruck. 1859 diente er im Sardinischen Krieg. Während eines kurzen Aufenthalts an der Ludwig-Maximilians-Universität München unter Justus von Liebig und Max von Pettenkofer wurde er 1860 im Corps Franconia München aktiv. Im selben Jahr promovierte er mit 21 Jahren in Innsbruck bei Heinrich Hlasiwetz. In der Zeit bei Hlasiwetz entdeckte er mit diesem das Resorcin bei der Umsetzung von Galbanumharz mit Ätzkali. 1864 wurde er Privatdozent, 1867 Nachfolger von Hlasiwetz in Innsbruck, der nach Wien gegangen war. Nach dem plötzlichen Tod von Hlasiwetz 1875 übernahm er 1876 dessen Stellung an der Technischen Universität Wien nicht, sondern die Lehrkanzlei von Franz von Schneider an der Universität Wien. Im Jahr 1885 wurde er zum Mitglied der Deutschen Akademie der Naturforscher Leopoldina gewählt. Ludwig Barth zu Barthenau starb 1890 in Wien.
In der organischen Chemie war er besonders durch Umsetzungen mit Alkalischmelze bekannt. Zum Beispiel gelang ihm so der Nachweis, das Tyrosin hydroxyliertes Phenylalanin ist.
Ludwig Barth war Herausgeber der Monatshefte für Chemie (* 1881) und war Mitarbeiter der österreichischen Pharmakopöe.